# Банкера фиолетовая
Банке́ра фиоле́товая (лат. Bankéra violáscens) — вид грибов-базидиомицетов, входящий в род Банкера семейства Банкеровые (Bankeraceae).

## Описание
Плодовые тела шляпконожечные, мясистые. Шляпка взрослых грибов достигает 3—12,5 см в диаметре, у молодых грибов выпуклая, затем становится плоской и слабо вдавленной, с бархатистой поверхностью, вскоре, по крайней мере в центральной части, с возрастом с концентрически расположенными чешуйками. Окраска бледно-розовато-коричневая или бледно-сиреневато-коричневая, изредка без фиолетового оттенка. Край подвёрнут, у старых грибов волнистый или лопастный.
Гименофор с шипиками до 6 мм длиной, сильно нисходящий на ножку, бледно-серого цвета.
Мякоть грязно-белая, иногда с розовато-бежевым оттенком, с пресным вкусом, с запахом кленового сиропа, вскоре после срывания исчезающим.
Ножка 3—7×1—2,5 см, центральная, цилиндрическая или немного расширяющаяся кверху, сухая, гладкая или изорванно-чешуйчатая, у верхушки часто с белой зоной, ниже — сходной окраски со шляпкой, но более тёмная.
Споровый отпечаток белого цвета. Споры 4,5—6×4—5 мкм, почти шаровидные, мелкошиповатые.

## Экология и ареал
Образует микоризу с елью обыкновенной, встречается в Евразии и Северной Америке в темнохвойных и смешанных лесах.

## Синонимы
- Bankera carnosa (Banker) Snell, E.A.Dick & Taussig, 1956
- Bankera mollis (P.Karst.) Maas Geest., 1960
- Hydnum carnosum (Banker) Sacc., 1925
- Hydnum molle Fr., 1851, nom. illeg.
- Hydnum violascens Alb. & Schwein., 1805 : Fr., 1821
- Phaeodon mollis (P.Karst.) Henn., 1898
- Phellodon carnosus Banker, 1913
- Sarcodon violascens (Alb. & Schwein.) Quél., 1883
- Tyrodon mollis (Fr. ex) P.Karst., 1882
- Tyrodon violascens (Alb. & Schwein.) P.Karst., 1882